# Втрати 177-го окремого полку морської піхоти (РФ)
У статті наведено подробиці поіменних втрат 177-го окремого полку морської піхоти,  збройних сил РФ у різних війнах.

## Російсько-українська війна
| п/п | Прізвище, ім'я, по-батькові                                                    | Звання            | Дата народження | Дата смерті | Місце смерті                            | Примітки                                    |
| --- | ------------------------------------------------------------------------------ | ----------------- | --------------- | ----------- | --------------------------------------- | ------------------------------------------- |
| 1   | Ібрагімпашаєв Байрам Агамагомедович (рос. Ибрагимпашаев Байрам Агамагомедович) | сержант           | 17.09.1983      | 26.02.2022  | Маріуполь                               | механік-водій БТР                           |
| 2.  | Алієв Расул Сиражутдинович (рос. Алиев Расул Сиражутдинович)                   | сержант           | 1995            | 01.03.2022  |                                         |                                             |
| 3.  | Шахсинов Руслан Магомедович (рос. Шахсинов Руслан Магомедович)                 |                   | 15.07.1994      | 06.03.2022  |                                         | гранатометник                               |
| 4.  | Гасімов Гусейн Махаєвич (рос. Гасимов Гусейн Махачевич)                        |                   | 02.08.1998      | 06.03.2022  |                                         |                                             |
| 5.  | Гапуров Магомед Джаватханович (рос. Гапуров Магомед Джаватханович)             | матрос            | 26.06.1987      | 08.03.2022  | Маріуполь                               | навідник взводу                             |
| 6.  | Магомедов Равшан Валетдинович (рос. Магомедов Ровшан Валетдинович)             | молодший сержант  | 29.04.1987      | 12.03.2022  |                                         | механік-водій                               |
| 7.  | Нагметуллаєв Радик Малікович (рос. Нагметуллаев Радик Маликович)               | старший сержант   | 02.06.1992      | 13.03.2022  |                                         | заступник командира взводу                  |
| 8.  | Турабов Сахіб Мурадханович (рос. Турабов Сахиб Мурадханович)                   | прапорщик         | 08.03.1985      | 13.03.2022  | смт. Володимирівка (Волноваський район) | старшина роти                               |
| 9.  | Мурадов Курбан Дібірович (рос. Мурадов Курбан Дибирович)                       | молодший сержант  | 28.10.1998      | 14.03.2022  | смт. Володимирівка (Волноваський район) | гранатометник                               |
| 10. | Алімурзаєв Алімурза Магомедович (рос. Алимурзаев Алимурза Магомедович)         | старший матрос    | 28.06.1985      | 14.03.2022  | смт. Володимирівка (Волноваський район) |                                             |
| 11. | Сеферов Райдін Ашурбекович (рос. Сеферов Райдин Ашурбекович)                   | старший матрос    | 31.12.1995      | 16.03.2022  | Благодатне                              | старший стрілець                            |
| 12. | Шихшабеков Шаміль Адільбекович (рос. Шихшабеков Шамиль Адильбекович)           | старший матрос    | 09.09.1991      | 21.03.2022  |                                         |                                             |
| 13. | Максутов Магомед Убайдатович (рос. Максудов Магомед Убайдатович)               | молодший сержант  | 24.08.1994      | 03.04.2022  |                                         | старший водій                               |
| 14. | Саліхов Ремік Ісрафілович (рос. Салихов Ремик Исрафилович)                     | старший сержант   | 29.11.1978      | 05.04.2022  | Дорожнянка                              | командир відділення десантно-штурмової роти |
| 15. | Верхососов Ігор Андрійович (рос. Верхососов Игорь Андреевич)                   | старший лейтенант | 25.04.1989      | 24.06.2022  | с. Новоселівка (Пологівський район)     | командир інженерно-технічного взводу        |
| 16. | Іванчиков Олександр Олександрович (рос. Иванчиков Александр Александрович)     | капітан           | 21.09.1986      | 24.06.2022  |                                         | командир інженерно-десантної роти           |
| 17. | Расулов Магомедрасул Гусенович (рос. Расулов Магомедрасул Гусенович)           | сержант           | 21.03.1987      | 03.07.2022  | Дорожнянка                              |                                             |
| 18. | Сулейманов Сулейман Алікадієвич (рос. Сулейманов Сулейман Аликадиевич)         | молодший сержант  | 1986            | 16.08.2022  | Чкалове                                 | навідник протитанкового взводу              |
| 19. | Абрамов Володимир Олексійович (рос. Абрамов Владимир Алексеевич)               | старший лейтенант | 26.12.1996      | 22.08.2022  |                                         | заступник командира роти                    |
| 20. | Абужанатов Імам-Паша Айгупович (рос. Абужанатов Имам-Паша Айгупович)           | сержант           | 05.06.1995      | 12.09.2022  | с. Новоселівка (Пологівський район)     |                                             |
| 21. | Зощук Максим Денисович (рос. Зощук Максим Денисович)                           | старший лейтенант | 08.12.1997      | 23.09.2022  |                                         | командир взводу                             |
| 22. | Васильєв Геннадій Валеріанович (рос. Васильев Геннадий Валерианович)           | капітан           | 29.09.1983      | 16.10.2022  |                                         | командир батареї                            |
| 23. | Абдурахманов Іса Темирханович (рос. Абдурахманов Иса Темирханович)             | сержант           | 08.09.1982      | 13.01.2023  | Запорізька область                      |                                             |
| 24. | Хайруллін Радмир Рамілевич (рос. Хайруллин Радмир Рамилевич)                   | лейтенант         | 08.10.1998      | 24.04.2023  |                                         | командир взводу                             |
| 25. | Юргель Олег Іванович (рос. Юргель Олег Иванович)                               | рядовий           | 05.09.1976      | 12.05.2023  | Пологівський район                      | водій вантажівки                            |
| 26. | Ходачков дмитро Сергійович (рос. Ходачков Дмитрий Сергеевич)                   | старший лейтенант | 31.05.1998      | 27.08.2023  |                                         | командир роти                               |
| 27. | Буяков Олександр Володимирович (рос. Буяков Александр Владимирович)            | лейтенант         | 24.04.1996      | 03.11.2023  |                                         | командир батареї                            |
| 28. | Брежнєв Станіслав Ігорович (рос. Брежнев Станислав Игоревич)                   | старший лейтенант | 12.12.1991      | 10.01.2024  | Бахмутський район                       |                                             |
| 29. | Круковський Станіслав Вікторович (рос. Круковский Станислав Викторович)        | майор             | 12.06.1991      | 02.07.2024  | Запорізька область                      |                                             |